# 산소-16
산소-16(영어: oxygen-16, 16O)은 산소 동위 원소의 일종으로, 산소의 3가지 안정 동위 원소 중 하나이다. 원자핵은 8개의 양성자와 8개의 중성자로 구성되어 있으며, 자연존재비는 99.7% 이상이다.

## 존재
산소-16은 다른 산소 동위 원소에 비해 그 양이 매우 풍부하다. 이는 산소-16이 항성 진화 과정 중 삼중알파과정을 통해 생성된 탄소-12가 헬륨-4와 반응하여 생성되는 주요 생성물이기 때문이며, 네온 연소 과정을 통해 많은 양이 합성되기 때문이기도 하다. 아래는 탄소-12와 헬륨-4가 반응하여 산소-16이 생성되는 반응을 나타낸 것이다.
{\displaystyle \mathrm {^{12}_{6}C\ +\ _{2}^{4}He\ \longrightarrow \ _{8}^{16}O} }
이때 4.3 × 1010 kJ/kg의 에너지가 방출된다.
이러한 반응 이외에도 질소-16, 질소-17, 네온-17, 나트륨-20 등의 방사성 붕괴를 통해 산소-16이 생성되기도 한다.

## 이용
산소-16과 산소-18의 비율은 고기후학에 사용된다. 지구의 대기에서 산소 동위 원소의 비율은 산소-16이 99.759%, 산소-17이 0.037%, 산소-18이 0.204%이며, 해수에서는 산소-16을 포함한 물 분자가 더 가벼워 증발이 더 쉽게 일어나 비로 내릴 확률이 더 높으므로 민물이나 빙하에 비해 산소-18의 비율이 약간 더 높다. 이 비율은 온도에 따라 변하는데 대체로 지구의 기온이 낮을수록 해수에서 산소-16의 비율이 낮아지고 대기 중에서는 높아진다. 이 점을 이용하면 그 당시의 산소 동위 원소 비율을 보존하고 있는 빙핵(ice core)이나 해양 퇴적물을 분석하여 과거의 기후를 알아내는데 쓸 수 있다.
한편, 탄소-12가 원자 질량 단위로 지정되기 전까지는 1938년 국제 원자량 위원회에서 채택한 산소 1몰의 질량을 16g으로 하는 정의를 사용하였다. 그러나 물리학자들은 산소-16만을 고려한 단위를 사용한 반면 화학자들은 산소의 다른 동위 원소 비율까지 고려한 평균 원자량을 단위로 사용하였는데, 여기에 미세한 차이가 발생하였다. 1961년부터는 IUPAP와 IUPAC에서 탄소-12의 원자량을 정확히 12로 정의한 단위를 사용하고 있다.

## 같이 보기
- 산소 동위 원소
- 산소-18
- 탄소-12
- 삼중알파과정
- 네온 연소 과정

| 가벼운 핵종 산소-15 | 산소의 동위 원소 | 무거운 핵종 산소-17 |

| 어미핵종: 질소-16, 질소-17 네온-17, 나트륨-20 | 산소-16의 붕괴 사슬 | 없음 |